# Sumner (Missisipi)
Sumner – miasto w Stanach Zjednoczonych, w stanie Missisipi, w hrabstwie Tallahatchie.